# Blythe, Kalifornien
Blythe är en stad (city) i Riverside County, i delstaten Kalifornien, USA. Enligt United States Census Bureau har staden en folkmängd på 21 127 invånare (2011) och en landarea på 67,8 km².
I den västra delen av staden ligger de delstatliga fängelserna Chuckawalla Valley State Prison och Ironwood State Prison.